# Vallée de Bastryk
Bastryk Vallis
Pour les articles homonymes, voir Bastryk.
La vallée de Bastryk (désignation internationale : Bastryk Vallis) est une vallée située sur Vénus dans le quadrangle de Carson. Elle a été nommée en référence à Bastryk, divinité koumyk des cours d'eau.